# Металловидка золотая
Металловидка золотая, или совка золотая (лат. Diachrysia chrysitis ) — ночная бабочка из семейства совок.

## Описание
Длина переднего крыла 16—18 мм. Размах крыльев 28—35 мм. Передние крылья коричневого цвета с полями в прикорневой и постдискальной областях, цвет которых является весьма вариабельным. Данные поля нередко соединены между собой перемычкой. Срединное поле и прикорневая зона тёмно-коричневого цвета. Наружное прикорневое поле и каёмочное — зелёного цвета с характерным металлическим блеском золотистого или латунного цвета. Пятна мало выступающие, обведены светлыми ободками. Задние крылья коричневого или коричнево-серого цвета.

## Биология
Развивается в двух поколениях за год. Время лёта первого поколения — с середины мая по начало июня, второго поколения — с конца июня по сентябрь.
Стадия гусеницы: первое поколение — с сентября по май, второе поколение — с июня по июль.
Гусеницы питаются на различных травянистых растениях — крапива, крапива двудомная, яснотка, чертополох и душица обыкновенная, подорожник, шалфей, синяк и другие. Зимует гусеница.

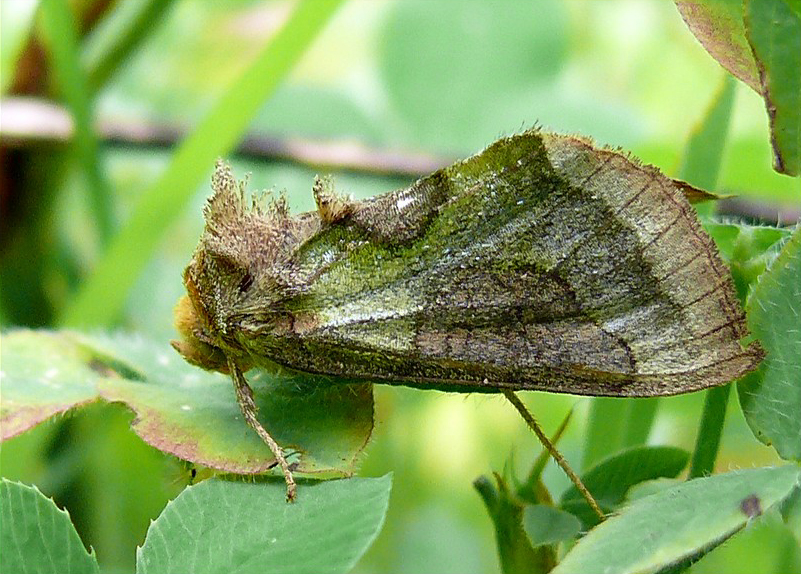

## Ареал
Вид обитает на территории Европы, на Кавказе и в азиатской части России.
А также в  Центрально-Черноземных районах России.